# Dylan Linde
Dylan Linde (* 26. November 1980 in Coeur d’Alene, Idaho) ist ein professioneller US-amerikanischer Pokerspieler. Er gewann 2018 das Main Event der World Poker Tour und 2021 ein Bracelet bei der World Series of Poker.

## Pokerkarriere
Linde spielt seit September 2006 Onlinepoker. Dabei erspielte er sich als ImaLucSac (PokerStars sowie UltimateBet), InvisibleEnigma (Full Tilt Poker) und Walter1963 (partypoker) bis September 2020 Preisgelder von knapp 6 Millionen US-Dollar. Den Großteil davon gewann er auf PokerStars, wo er 2013 und 2017 jeweils ein Turnier der Spring Championship of Online Poker für sich entschied. Mittlerweile spielt der Amerikaner online nur noch bei GGPoker als mezcal sowie WSOP.com als Sobchak67.
Seine ersten Geldplatzierungen bei Live-Pokerturnieren erzielte Linde ab November 2005 im Wildhorse Resort & Casino in Pendleton im US-Bundesstaat Oregon. Anfang Juli 2008 war er erstmals bei der World Series of Poker (WSOP) im Rio All-Suite Hotel and Casino in Paradise am Las Vegas Strip erfolgreich und belegte im Main Event den mit knapp 30.000 US-Dollar dotierten 366. Platz. Beim Main Event der World Poker Tour (WPT) erreichte der Amerikaner Anfang März 2010 in Los Angeles zum ersten Mal die bezahlten Plätze und erhielt für seinen 22. Rang rund 45.000 US-Dollar. Anfang Oktober 2010 gewann er bei der European Poker Tour (EPT) in London bei einem Side-Event der Variante No Limit Hold’em sein erstes Live-Turnier. Nach je fünf Geldplatzierungen bei der WSOP 2012 und 2013 saß Linde im Juni 2014 an seinem ersten WSOP-Finaltisch und erreichte während der Turnierserie insgesamt neunmal die bezahlten Plätze. Ende August 2014 wurde er beim EPT High Roller in Barcelona Zwölfter und sicherte sich über 50.000 Euro. Mitte Januar 2015 belegte der Amerikaner beim Main Event des PokerStars Caribbean Adventures auf den Bahamas den achten Rang, der mit rund 140.000 US-Dollar prämiert wurde. Das Main Event des WSOP-Circuits in Hammond, Indiana, entschied Linde Ende Oktober 2016 für sich und erhielt den Hauptpreis von knapp 350.000 US-Dollar. Bei den Lucky Hearts Poker Open in Hollywood, Florida, beendete er im Januar 2018 das High Roller als Fünfter und sicherte sich mehr als 110.000 US-Dollar. Bei der WSOP 2018 erreichte der Amerikaner innerhalb von drei Tagen zwei Finaltische, die ihm Preisgelder von knapp 200.000 US-Dollar einbrachten. Mitte Dezember 2018 gewann er das WPT-Main-Event im Hotel Bellagio am Las Vegas Strip mit einer Siegprämie von mehr als 1,6 Millionen US-Dollar, die das bislang mit Abstand höchste Preisgeld seiner Karriere darstellt. Als Autor veröffentlichte er Ende Mai 2019 das Buch Mastering Mixed Games: Winning Strategies for Draw, Stud and Flop Games. Ende Juni 2019 belegte Linde bei einem Event im Venetian Resort Hotel am Las Vegas Strip den mit über 140.000 US-Dollar dotierten vierten Platz. Bei der aufgrund der COVID-19-Pandemie erstmals ausgespielten World Series of Poker Online erzielte er ab Juli 2020 auf den Onlinepokerräumen WSOP.com und GGPoker insgesamt 16 Geldplatzierungen, u. a. musste er sich bei einem Bounty-Turnier nur Melika Razavi geschlagen geben und erhielt knapp 150.000 US-Dollar. Im Juli 2021 gewann der Amerikaner im Aria Resort & Casino am Las Vegas Strip das dritte Turnier des PokerGO Cup mit einem Hauptpreis von knapp 170.000 US-Dollar. Bei der WSOP 2021 setzte er sich bei einem mit gemischten Omaha-Varianten gespielten Event durch und erhielt ein Bracelet sowie eine Siegprämie von rund 170.000 US-Dollar. Im Wynn Las Vegas entschied er Mitte Dezember 2022 ein High Roller der WPT World Championship mit einem Hauptpreis von knapp 435.000 US-Dollar für sich.
Insgesamt hat sich Linde mit Poker bei Live-Turnieren mehr als 7 Millionen US-Dollar erspielt.

## Werke
- Buch Mastering Mixed Games: Winning Strategies for Draw, Stud and Flop Games – D&B Publishing, 2019, ISBN 978-1909457867.